# Anna Grue
Anna Grue (Nykøbing Sjælland, 22 juni 1957) is een Deens auteur van misdaadromans.

## Biografie
Anna Grue werd geboren in Nykøbing Sjælland en in 1960 verhuisde het gezin naar Randers en een paar jaar later naar Aalborg, waar ze haar middelbareschooldiploma moderne talen behaalde aan het Hasseris Gymnasium. Vervolgens werd ze toegelaten tot de School voor Toegepaste Kunsten, afdeling tekenen en grafiek, waar ze in 1981 afstudeerde.
Na haar opleiding werkte Grue een aantal jaren in de nieuws- en tijdschriftenbranche. Ze begon als lay-outontwerper op de ontwikkelingsafdeling van het "Fogtdals Blade". In 1983 werd ze lay-outontwerper bij het magazine "Bo Bedre". Ze begon in 1986 met copywriting toen het "Christianshavns Reklamebureau" haar inhuurde als artdirector en copywriter. Het jaar daarop werkte ze als redactiesecretaris en voorpaginaredacteur bij de tabloid-krant "B.T.". In 1991 sloot ze zich aan bij de "Aller Media" als hoofdredacteur van het muziektijdschrift "Mix". Ze startte "Forældre & Børn" en was een aantal jaren hoofdredacteur van dit tijdschrift voordat "Aller Media" haar in 1999 hoofdredacteur maakte van het weekblad "Søndag". In 2001 startte ze het maandblad "Bazar" en was hoofdredacteur van het tijdschrift totdat ze "Aller Media" in 2005 verliet. Dat jaar startte ze het tijdschrift "Vi med hund" voor "JSL Publications".

### Schrijverscarrière
Grue publiceerde in 2005 haar debuutroman Noget for noget. Ze ontving hiervoor de debuutprijs van de Det Danske Kriminalakademi. Vanaf 2007 besloot ze zich voltijds te wijden aan haar schrijverscarrière.
Grue's eerste echte inspiratiebron om misdaadschrijver te worden kwam van thuis. Omdat haar moeder als psychiater werkte, werd er aan de eettafel over alles gesproken, van bloed tot hersenletsels. Tegelijkertijd las de jonge Grue veel misdaadromans van onder andere Agatha Christie, die ze mocht lenen van een collega van haar moeder.
In 2014 werd ze genomineerd voor de auteursprijs van de boekwinkelketen "Bog & ide", de MARTHA-prijs. Het meest uitgebreide deel van haar werk is de misdaadserie Den skaldede detektiv, over rechercheur Dan Sommerdahl. Deze reeks werd vanaf 2020 uitgezonden als televisieserie onder de naam Sommerdahl. Daarnaast heeft ze nog andere romans en korte verhalen geschreven.

### Privéleven
Grue trouwde in 1981 met Jesper Christiansen, kunstschilder en voormalig professor aan de Deense Academie voor Schone Kunsten, en ze hebben samen drie kinderen.

### Den skaldede detektiv-serie
- Dybt at falde (2007)
- Judaskyssset (2008)
- Kunsten at dø (2009)
- Den skaldede detektiv (2010)
- Et spørgsmål om penge (2012)
- Sidste forestilling (2013)
- I lige linje (2016)

### Anne-Maj Mortensens-serie
- Mysteriet i genbrugsen (2021)
- Døden i kurbadet (2022)
- Nøglen til mord (2023)

### Alleenstaande romans
- Noget for noget (2005)
- Det taler vi ikke om (2006)
- Italiensvej (2015)
- De voksnes rækker (2017)